# Viktor Zinger
Pour les articles homonymes, voir Zinger.
Temple de la renommée russe : 2014
Viktor Aleksandrovitch Zinger - en russe : Виктор Александрович Зингер - (né le 29 octobre 1941 dans l'Oblast de Riazan en URSS et mort le 24 septembre 2013) est un joueur professionnel russe de hockey sur glace. Il évolue au poste de gardien de but.

## Biographie

### Carrière en club
Il a évolué dans le championnat d'URSS avec le HK Spartak Moscou. En 1977, il met un terme à sa carrière après 340 matchs en élite.

### Carrière internationale
Il a représenté l'URSS à 57 reprises sur une période de 8 saisons entre 1965 et 1976. Il a remporté les Jeux olympiques en 1968 ainsi que les championnats du monde de 1965 à 1969 et de  1971.

## Trophées et honneurs personnels
URSS
- 1969 : élu dans l'équipe d'étoiles.